# Каркас корейский
Каркас корейский (лат. Celtis koraiensis) — дерево, вид цветковых растений рода Каркас (Cannabaceae) семейства Коноплёвые (Cannabaceae).
В природе ареал вида охватывает Корейский полуостров и северо-восточные районы Китая. Интродуцирован в Северную Америку.

## Ботаническое описание
Дерево высотой до 12 м. Веточки голые или немного опушённые, бурые.
Листья яйцевидные или округло-яйцевидные, длиной 8—15 см, с округлым или слегка сердцевидным основанием, на верхушке приострённые, острозубчатые, сверху светло-зелёные, голые, снизу голые или по жилкам редковолосистые, на черешках длиной до 1 см дл.
Плоды эллиптически-шаровидные, длиной 1 см, оранжевые, на плодоножках длиной 1,5 см.

## Таксономия
Вид Каркас корейский входит в род Каркас (Cannabaceae) семейства Коноплёвые (Cannabaceae) порядка Розоцветные (Rosales).
|  |                                      |  |                                                             |                                                             |                      |  | ещё 8 семейств (согласно Системе APG II) | ещё 8 семейств (согласно Системе APG II) |                      |  |  |  | ещё около 70 видов |
|  |                                      |  |                                                             |                                                             |                      |  | ещё 8 семейств (согласно Системе APG II) | ещё 8 семейств (согласно Системе APG II) |                      |  |  |  | ещё около 70 видов |
|  |                                      |  |                                                             | порядок Розоцветные                                         |                      |  |                                          |                                          | род Каркас           |  |  |  |                    |
|  |                                      |  |                                                             | порядок Розоцветные                                         |                      |  |                                          |                                          | род Каркас           |  |  |  |                    |
|  | отдел Цветковые, или Покрытосеменные |  |                                                             |                                                             | семейство Коноплёвые |  |                                          |                                          | вид Каркас корейский |  |  |  |                    |
|  | отдел Цветковые, или Покрытосеменные |  |                                                             |                                                             | семейство Коноплёвые |  |                                          |                                          |                      |  |  |  |                    |
|  |                                      |  | ещё 44 порядка цветковых растений (согласно Системе APG II) | ещё 44 порядка цветковых растений (согласно Системе APG II) |                      |  |                                          | ещё 9 родов                              | ещё 9 родов          |  |  |  |                    |
|  |                                      |  |                                                             | ещё 44 порядка цветковых растений (согласно Системе APG II) |                      |  |                                          |                                          | ещё 9 родов          |  |  |  |                    |